# Phrudocentra pupillata
Phrudocentra pupillata là một loài bướm đêm trong họ Geometridae.